# Sensational Alex Harvey Band
Sensational Alex Harvey Band (Сенсаційний гурт Алекса Харві) — британський рок-гурт. Утворений 1972 року ветераном британської рок-сцени шотландцем Алексом Харві (Alex Harvey; 5 лютого 1935, Глазго, Велика Британія — 4 лютого 1982, Зібругген, Бельгія) — вокал, гітара, який запросив музикантів з шотландської формації Tear Gas, a саме: Зела Клемінсона (Zal Cleminson; 4 травня 1949), — гітара; Х'ю Маккенна (Hugh McKenna; 28 листопада 1949) — клавішні; Кріса Глена (Chris Glen; 6 листопада 1950, Пейслі, Велика Британія) — бас та Теда Маккенна (Ted McKenna; 10.03.1950) — ударні.
Запрошені музиканти гарно пасували своїм суворим звучанням до хриплого вокалу та сценічної експресії лідера. Харві, який був дуже схильний у музиці та побуті до плебейських традицій, створив разом зі своїм гуртом специфічне звучання, в якому поєднувались елементи року та ритм-енд-блюзу з сценічним бурлеском. Захоплення бульварною літературою та другорозрядними фільмами стало причиною появи у творчості формації образу Вамбо — мешканця нетрів, а також таких творів, як «Sergeant Fury» та «Don't Worry About The Lights Mother, They're Burning Big Louie Tonight».
Дебютний альбом «Framed» супроводжувало не менш ексцентричне концертне турне. Підтвердженням творчої зрілості гурту була чергова платівка «Next» і, особливо, заглавний твір — чаруюча інтерпретація однойменної композиції Жана Бреля. Продовженням творчих пошуків були лонгплеї «The Impossible Dream» та «Tomorrow Belongs To Me», а також зроблені зі смаком сміливі концертні шоу квінтету. Домінуюча роль під час виступів належала Харві та Клемінсону, які у макіяжі блазнів демонстрували своє вміння пантоміми. На підсумовуючому альбомі цього періоду Live можна було почути пародійну версію хіта Тома Джонса «Delilah», яка на синглі 1975 року потрапила до британського Тор 10. Лонгплей «The Penthouse Tapes» приніс чергові переробки пісень, серед яких були, наприклад, «Crazy Horses» гурту The Osmonds, «Schools Out» Еліса Купера та «Goodnight Irene» Лідбеллі. 1976 року гурт потрапив на топ-аркуші з синглом «Boston Tea Party», однак виснажливі концертні турне зруйнували здоров'я Харві, який вже раніше страждав від хворої печінки. Під час госпіталізації лідера інші учасники гурту вже під назвою The S.A.H.B. записали альбом «Fourplay». Незабаром місце Х'ю Маккени зайняв Томмі Айр (Tommy Eyre), а в травні 1978 року знову з Харві гурт запропонував лонгплей «Rock Drill». Однак через три місяці лідер гурту несподівано залишив своїх колег, що викликало великий скандал. Проте, як з'ясувалося пізніше, стан здоров'я Алекса не дозволяв йому концертувати.
Щоправда надалі Харві вирішив сконцентрувати свої творчі сили на сольній кар'єрі, записавши 1979 року як Alex Harvey Band альбом «The Mafia Stole My Guitar», однак серцевий напад у лютому 1982 року виявився смертельним. Ще раніше, після розлучення з лідером Тед Маккенна, Клемінсон та Глен утворили ефемерний гурт Zal, у складі якого були також Біллі Ренкін (Billy Rankin) — гітара та Лерой Джонс (Leroi Jones) — вокал. Проте формація не витримала конкуренції з панк-роком і незабаром розпалась. Пізніше Тед Маккенна виступав у гурті Рорі Галлахера Grey Lake Band, а разом з Гленом — у MSG. Клемінсон на кілька років пов'язав свою долю з гуртом Nazareth.

## Дискографія
- 1972: Framed
- 1973: Next
- 1974: The Impossible Dream
- 1975: Tomorrow Belongs To Me
- 1975: Live
- 1976: The Penthouse Tapes
- 1976: S.A.H.B. Stories
- 1977: Big Hits & Close Shaves: Vambo Rools
- 1978: Rock Drill
- 1980: Collectors Items
- 1982: The Best Of The Sensational Alex Harvey Band
- 1985: Legend
- 1986: Anthology
- 1986: Document
- 1986: The Collection
- 1987: The Best Of The Sensational Alex Harvey Band
- 1987: Portrait
- 1991: The Best Of S.A.H.B.
- 1991: Live In Concert
- 1992: All Sensations
- 1994: Live On The Test
- 1994: The Best Of The Sensational Alex Harvey Band
- 1994: Delilah.

### The S.A.H.B. (без Харві)
- 1977: Fourplay

### Alex Harvey
- 1977: Alex Harvey Presents The Loch Ness Monster
- 1979: The Mafia Stole My Guitar (як Alex Harvey Band)
- 1983: Soldier Of The Wall.

### Tear Gas
- 1970: Piggy Go Better
- 1971: Tear Gas